# Marcel Niederle
Marcel Niederle (3. června 1898 Praha – 17. srpna 1991[zdroj?] Praha) byl český akademický malíř, kreslíř, karikaturista a středoškolský pedagog.
Byl synem archeologa Lubora Niederleho, vnukem vědce Jindřicha Niederleho a synovcem profesora Bohuslava Niederleho.

## Život
Marcel Niederle absolvoval reálné gymnázium v Praze (Křemencova ulice). Po gymnáziu studoval v Praze na Akademii výtvarných umění (1917–1921) a na Karlově univerzitě (1920–1921). Na vysoké škole byl žákem profesora Maxe Švabinského. V letech 1922–1923 a 1925–1927 byl na studijní dovolené ve Spojených státech amerických.
V roce 1934 se Marcel Niederle oženil s Jarmilou Niederlovou (rozenou Kublákovou, nar. 1909), povoláním učitelkou. Do manželství se narodily dvě děti - Pavel Niederle a Petr Niederle.
Byl profesorem kreslení. Vyučoval především na pražských školách, krátkodobě i v Litoměřicích, Přerově, Valašském Meziříčí, Příboře. Jeho poslední působiště bylo na dejvické osmileté střední škole (na náměstí Svobody), kde se jeho nástupcem stal malíř, ilustrátor a grafik František Turek. Důležitou součástí jeho života byl sport, byl amatérským hráčem hokeje a tenisu.
Marcel Niederle maloval podobizny, ilustroval módu, ale především se zaměřoval na kresby se sportovní tematikou a karikatury sportovců. V Československu kreslil portréty sportovců např. do Večerní Prahy; karikatury s tenisovou tematikou posílal americké tenistce Gladys Heldmanové, zakladatelce časopisu World Tennis. V roce 2022 byl výběr z těchto karikatur vystaven v Mezinárodní tenisové síni slávy ve Spojených státech amerických. V módním průmyslu spolupracoval s prestižními krejčovskými salóny, kreslil např. pro módní salón Oldřicha Rosenbauma.

## Tvorba

### Kresby v publikacích
- Jan Wenig: Za volantem, Šolc a Šimáček, Praha 1936
- Lída Merlínová: Marie a Marta na universitě, Šolc a Šimáček, Praha 1937
- Josef Zatloukal: Památník československé tělesné výchovy a sportu, Nakladatelství Josef Zatloukal, Bratislava; Praha 1947
- Petr Wolf: Sport je umění: sportovní tematika v českém výtvarném umění 20. a 21. století, KANT, Praha 2015, ISBN 978-80-7437-162-2
- Rostislav Švácha: StArt: Sport jako symbol ve výtvarném umění, Arbor vitae ve spolupráci s Českým olympijským výborem a Ústavem dějin umění AV ČR, Řevnice 2016, ISBN 978-80-7467-089-3

## Galerie

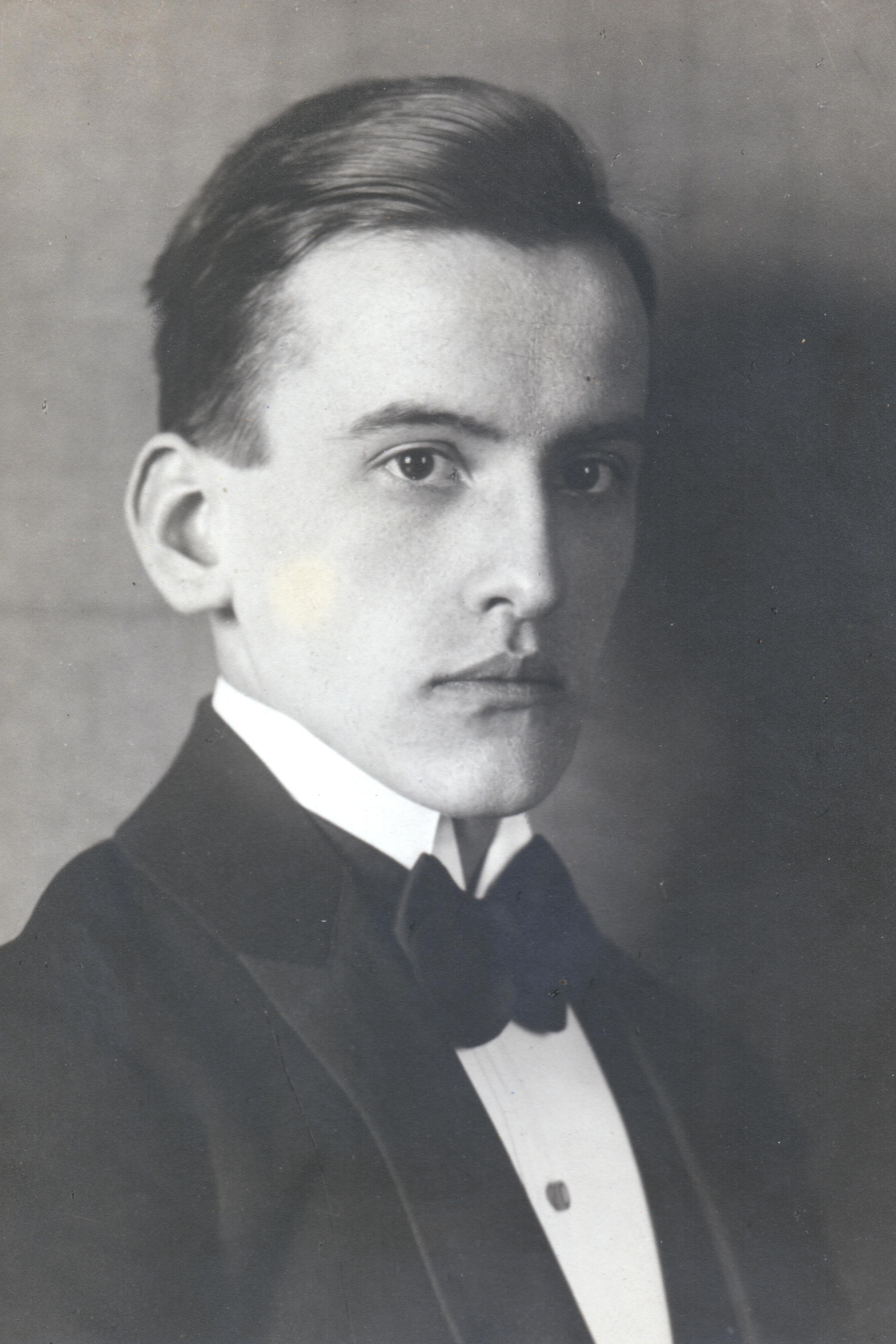
maturita v roce 1917
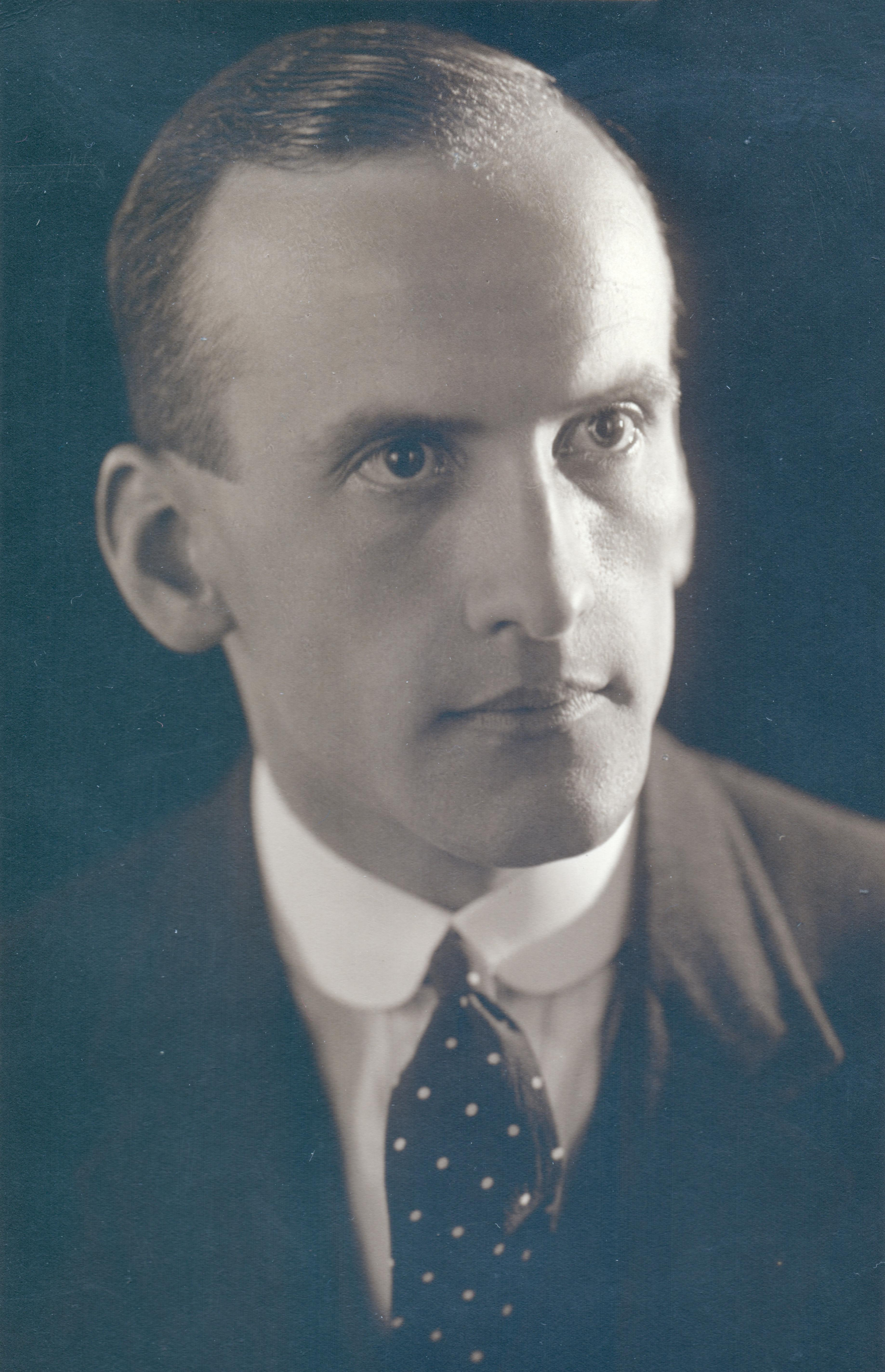
v roce 1925
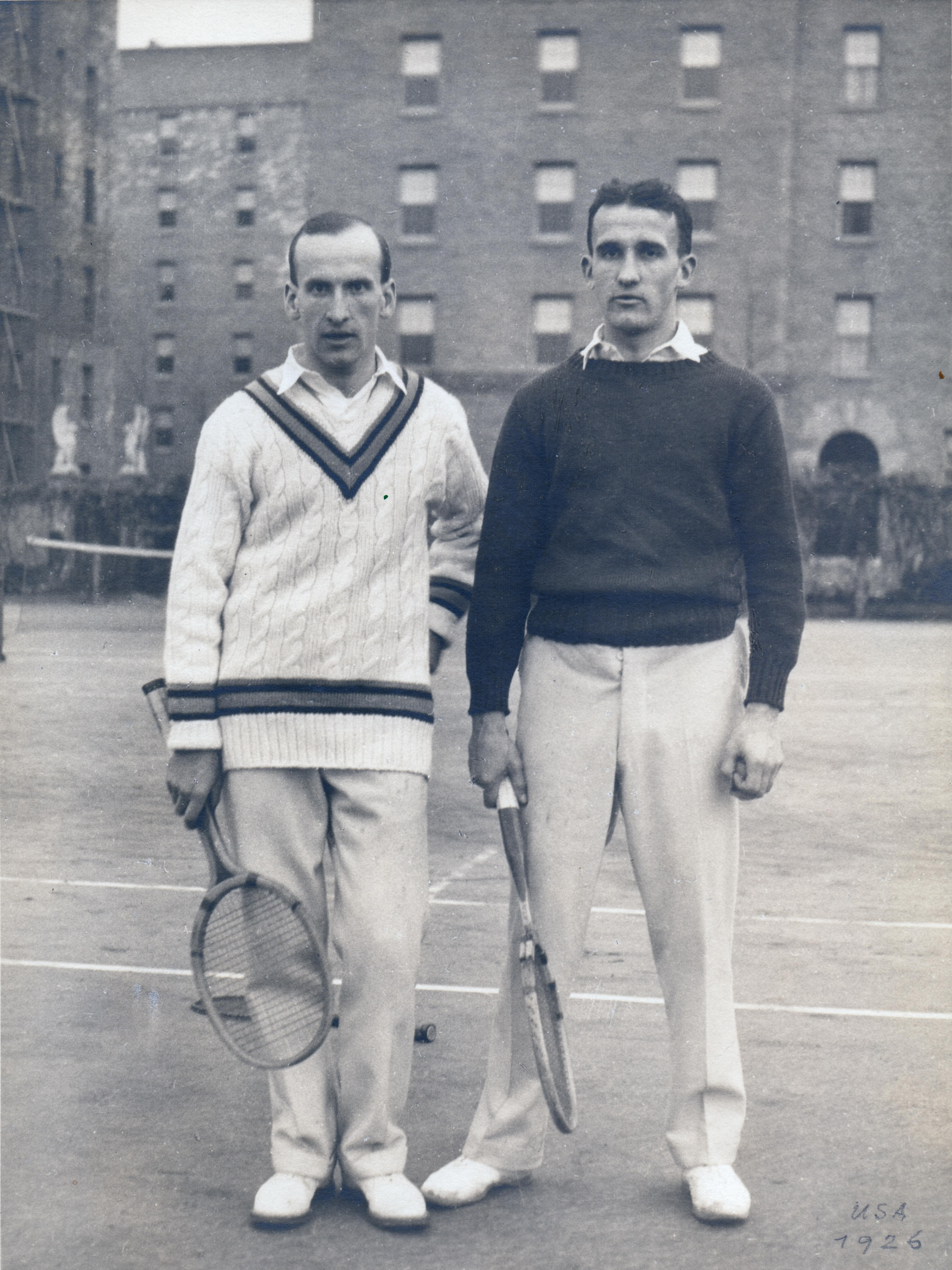
s bratrem Milošem v USA v roce 1926
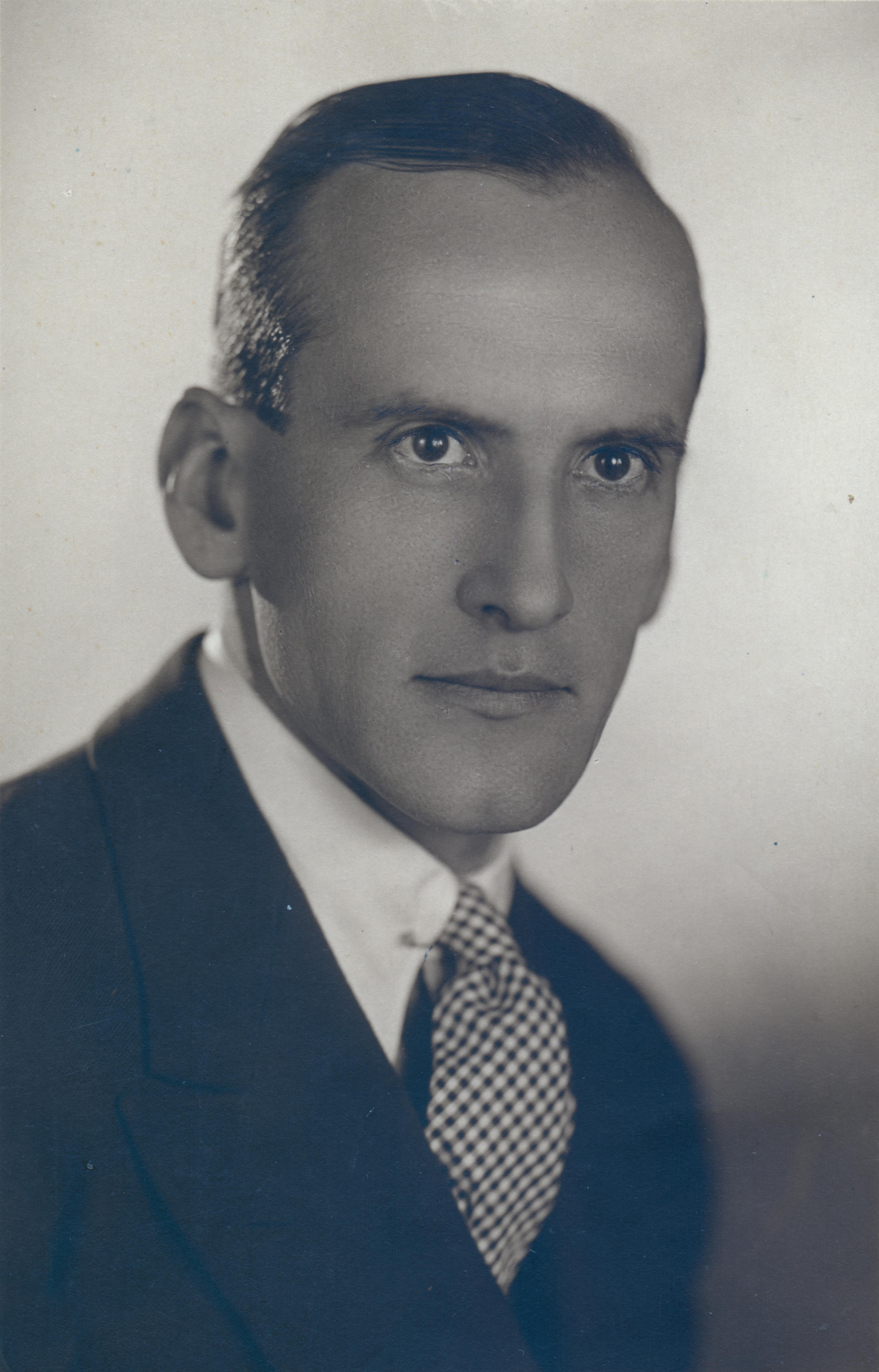
v roce 1928
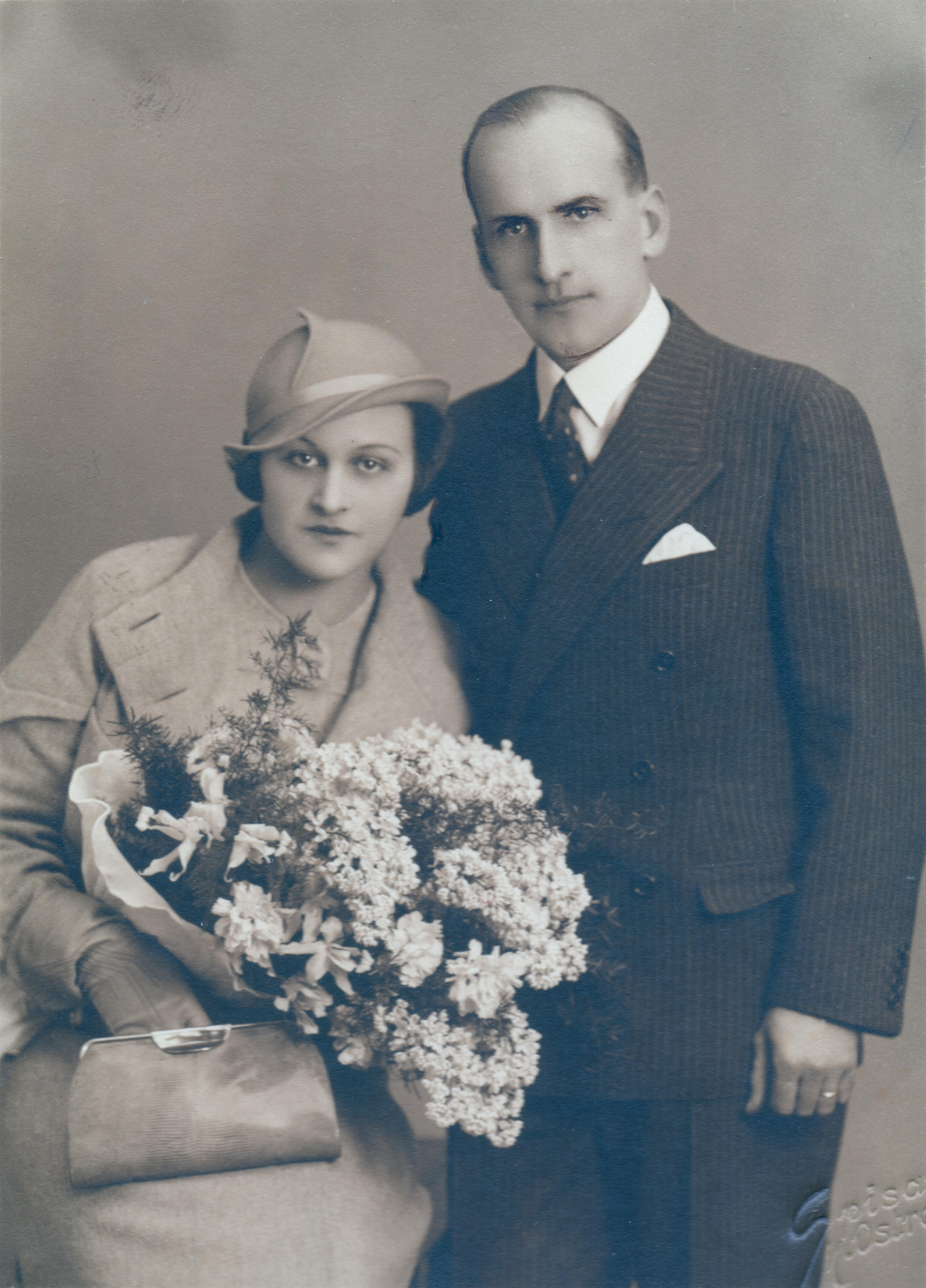
svatba v roce 1934 s manželkou Jarmilou
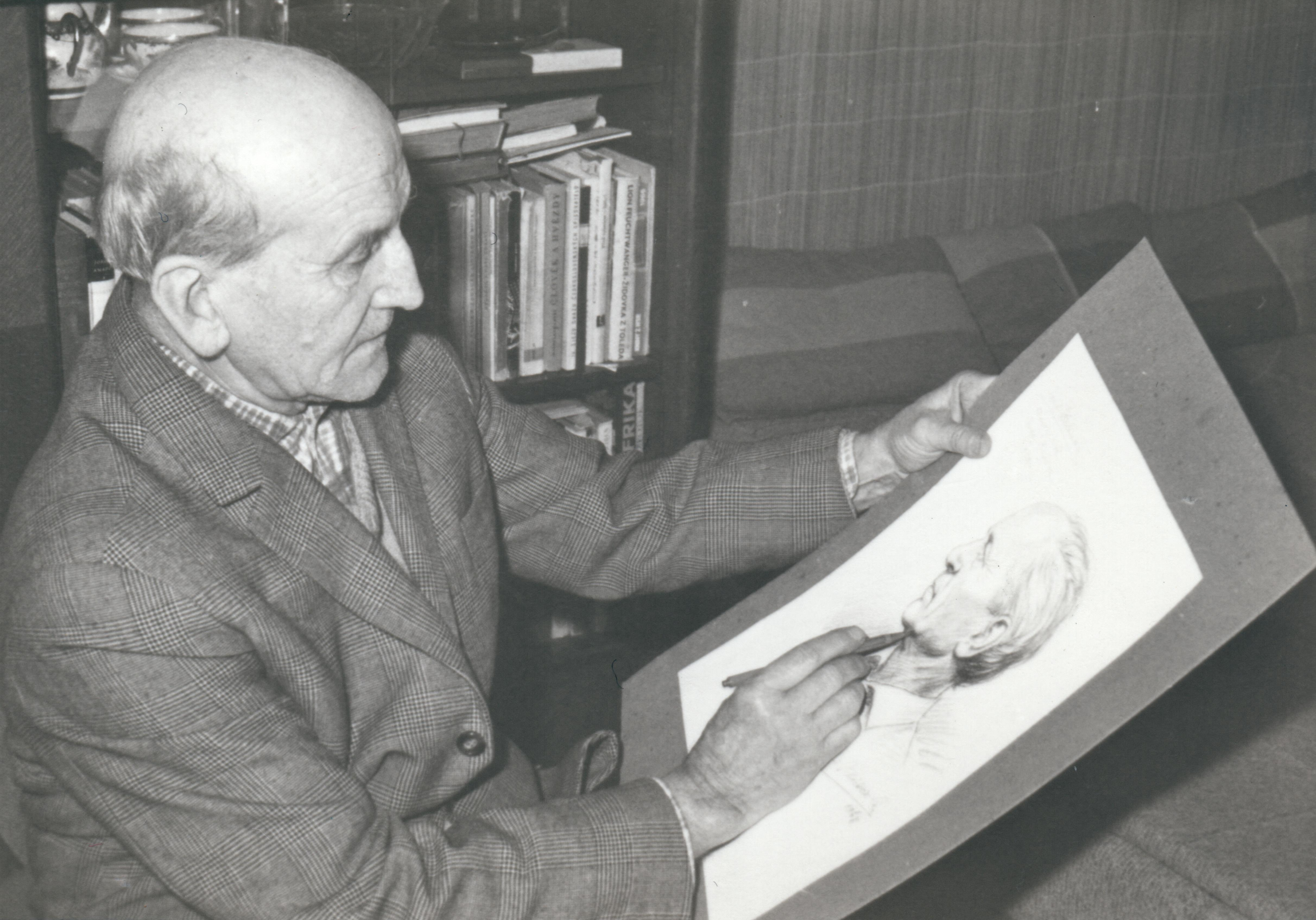
doma v bytě na Praze 6 v roce 1967

### Literární zdroje
- TOMAN, Prokop. Nový slovník československých výtvarných umělců: 9. sešit Něm-Pol. 4. vyd. Ostrava: Výtvarné centrum Chagall, 1993. ISBN 80-900648-4-1. S. 204.